# Некропола са стећцима Пискавац 1
Некропола са стећцима Пискавац 1 је национални споменик Босне и Херцеговине. Налази се на једној од падина брда Градина које припада општини Пале у Републици Српској. Заштићено историјско подручје чини 34 стећака, из периода касног средњег века. Стећци су облика сандука и сљемењака са постољем, различитих димензија. На једном стећку је уочен украс у облику двоструког крста.

## Положај
Некропола са стећцима Пискавац 1 се налази на падини брда Градина, на локалитету Пискавац, који припада општини Пале.

## Значај
На просторима на којима настају и развијају се некрополе са стећцима одраз су прожимања различитих културних утицаја које у времену 13. до 16. века налазимо на просторима Ррпублике Српске већином припадају латинском Западу али и византијском Истоку.
Већину њихових рељефа (који су упечатљиви аспект њихове појавности), ма колико били одмакнути од службених канона, ипак можемо читати посредством различитих саставница опште европске средњовековне културе (племићке, црквене и народне) односно романичке и посебно готичке уметности.
С друге стране, ова специфична култура дубоко је повезана са знатно ранијим, праисторијским, античким и раносредњовековним традицијама. Праисторијске и античке традиције се највише сагледавају у одабиру места где су постављени као и у појави одређених врста симболичких рељефа. Чињеница је да стећци већим делом означавају гробља на редове које у европској археологији пратимо од раног средњег века и периоде сеобе народа.

## Опис локалитета
На некрополи се налази група од 34 стећака (30 по Бешлагићу), од тога:
- 32 сандука,
- 2 сљеменика.[1]

Некрополу сеоски пут дели на два дела. Сами стећци су постављени у смеру североисток-југозапад.
Стећци су релативно већи димензија и лепо исклесани. Један од стећака је украшен мотивом двостругог крста.
Делимично су утонули у околни терен. 

## Напомена
1. ↑  Могуће да то није коначан број стећака.